# アイルサレム・クマ
アイルサレム・クマ（Eyerusalem Kuma、1981年9月7日 - ）は、エチオピアのアディスアベバ出身の女子陸上競技選手。10000メートル競走とクロスカントリーランニングを専門にしている。

## 主な実績
| 年     | 大会                       | 場所                       | 種目           | 結果 |
| ------ | -------------------------- | -------------------------- | -------------- | ---- |
| 2000年 | 世界ジュニア陸上選手権     | サンティアゴ(チリ)         | 5000 m         | 7位  |
| 2001年 | 世界クロスカントリー選手権 | オーステンデ(ベルギー)     | 団体           | 2位  |
| 2002年 | 世界クロスカントリー選手権 | ダブリン(アイルランド)     | ロング         | 5位  |
| 2002年 | 世界クロスカントリー選手権 | ダブリン(アイルランド)     | 団体           | 1位  |
| 2002年 | アフリカ陸上選手権         | ラデス(チュニジア)         | 10000m         | 3位  |
| 2003年 | 世界クロスカントリー選手権 | ローザンヌ(スイス)         | ロング         | 4位  |
| 2003年 | 世界クロスカントリー選手権 | ローザンヌ(スイス)         | 団体           | 1位  |
| 2003年 | 世界クロスカントリー選手権 | ローザンヌ(スイス)         | ショート       | 10位 |
| 2004年 | アフリカ陸上選手権         | ブラザヴィル(コンゴ共和国) | 10000m         | 1位  |
| 2004年 | 世界ハーフマラソン選手権   | ニューデリー(インド)       | ハーフマラソン | 6位  |
| 2009年 | アムステルダムマラソン     | アムステルダム(オランダ)   | フルマラソン   | 1位  |

### 自己ベスト
- 3000メートル競走 - 9分04秒04 (2001年)
- 5000メートル競走 - 15分05秒37 (2004年)
- 10000メートル競走 - 31分25秒46 (2004年)
- ハーフマラソン - 1時間10分42秒 (2009年)
- フルマラソン - 2時間24分55秒(2011年)